# وستباري (نيويورك)
وستباري (بالإنجليزية: Westbury, New York)‏ هي بلدة تقع في الولايات المتحدة في مقاطعة ناسو، نيويورك. يقدر عدد سكانها بـ 15,146 نسمة ومساحتها 6.2 كم2 وترتفع عن سطح البحر 31 متر.

## أعلام
- جيمي وليامز
- إيرين روزنفيلد
- دينيس دوفال
- روني كاميرون
- باد أندرسون
- نانسي ماكيون
- فيرجيل فينلاي
- جون ماكسويل